# Herrschaft Hohenschwangau
Die Herrschaft Hohenschwangau war ein Territorium auf dem Gebiet der heutigen bayerisch-schwäbischen Gemeinden Schwangau und Halblech. Die reichsfreie Herrschaft wurde im 13. Jahrhundert von den Herren von Schwangau begründet und bestand hauptsächlich aus deren Grundbesitz und Reichslehen. Auch das Hochstift Augsburg und die Klöster St. Mang, Steingaden und Rottenbuch besaßen Güter und Rechte. 1567 wurde die Herrschaft vom Herzogtum Bayern erworben und 1715 zu einem bayerischen Pfleggericht. 1803 ging sie im Landgericht Schongau auf.

## Geschichte

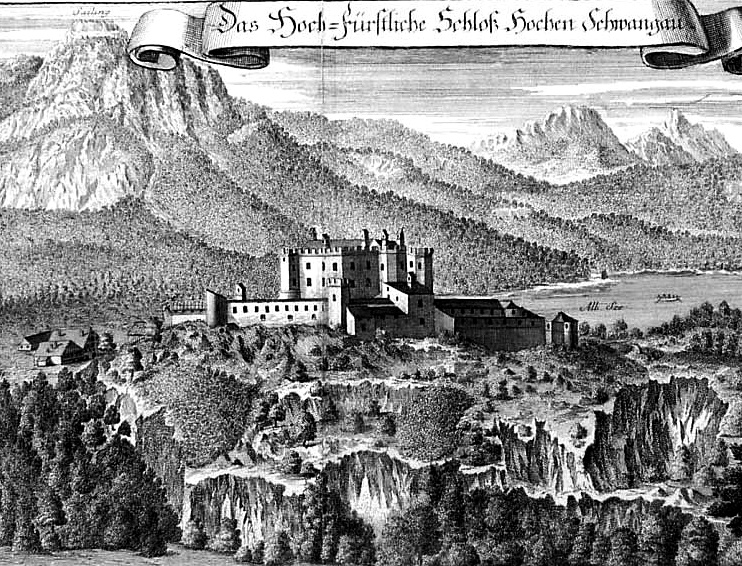
Burg Schwanstein (heute Schloss Hohenschwangau) war Sitz der Herren von Schwangau und später des herzoglichen Pflegers

Die Ministerialenfamilie von Schwangau stand zunächst als Lehensträger in Diensten der Welfen und stieg danach unter den Staufern zu Reichsministerialen auf. Das Territorium der Herrschaft Hohenschwangau entstand Ende des 13. Jahrhunderts an den Grenzen der Herzogtümer Bayern und Schwaben. In der Folgezeit waren die Schwangauer auch in Diensten bzw. Lehensträger des Hochstifts Augsburg, der Grafen von Tirol-Görz und der Grafen von Tirol. 1481 verkauften sie ihre Tiroler Güter und Rechte an den Grafen von Tirol.

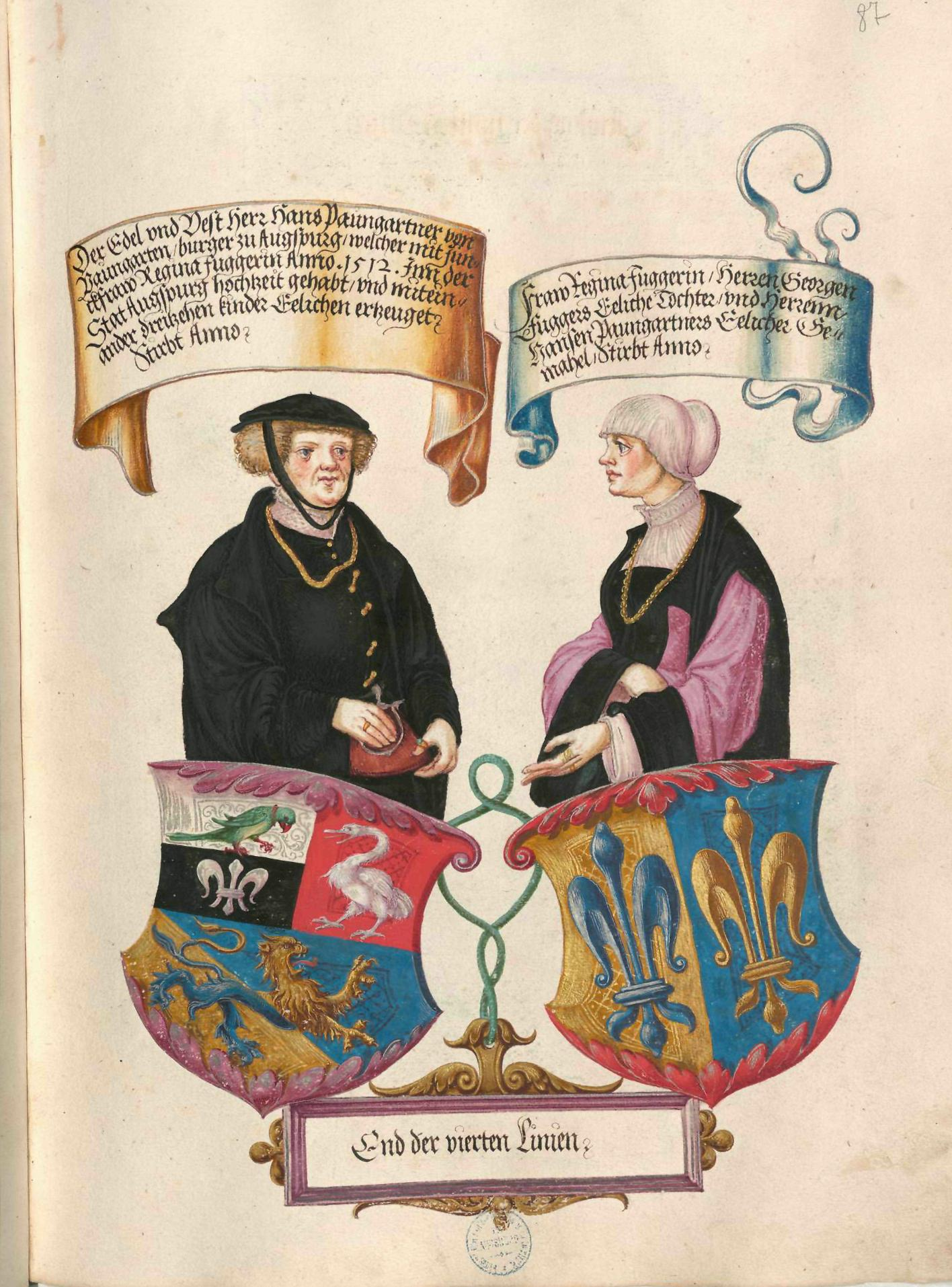
1535 erwarb Hans Baumgartner die Herrschaft (im Bild mit Ehefrau Regina Fugger)

1535 verkauften die letzten Herren von Schwangau, die Brüder Heinrich und Georg, die Herrschaft an den Augsburger Kaufmann und Patrizier Hans Baumgartner, der von Kaiser Karl V. als Träger der Reichslehen bestätigt wurde. 1556 verkaufte das Kloster St. Mang seinen Besitz in der Herrschaft an die Baumgartners.
1561 mussten die stark verschuldeten Baumgartners die Herrschaft verpfänden und 1563 die Reichslehen verschreiben. Hauptgläubiger waren der Markgraf Georg Friedrich von Brandenburg-Ansbach-Kulmbach und die Brüder Paul und Bonaventura Furtenbach. Sowohl der Habsburger Ferdinand von Österreich als auch der bayerische Herzog Albrecht V. waren am Besitz der Herrschaft interessiert. 1567 war der bayerische Herzog erfolgreich und konnte die Herrschaft erwerben.
Die Herrschaft wurde nicht vollständig in das Herzogtum Bayern eingegliedert, sondern blieb als Churfürstliche Freie Reichsherrschaft Hohenschwangau ein Nebenland mit einem herzoglichen Pfleger und eigener Rechtsordnung. Erst im 17. Jahrhundert wurde sie aus dem Schwäbischen Reichskreis herausgelöst und 1715 zu einem bayerischen Pfleggericht. 1785 schloss das Kurfürstentum Bayern mit dem Hochstift Augsburg einen Vertrag, um verbliebene Unklarheiten bezüglich der Grenzen und Rechte der Herrschaft zu klären. Nach Ende des Alten Reiches ging die Herrschaft 1803 zunächst im oberbayerischen Landgericht Schongau auf, 1865 kam das Gebiet dann aber zum schwäbischen Landkreis Füssen.

## Territorium und Verwaltung

Wappen der Herrschaft Hohenschwangau

Das Territorium umfasste im Wesentlichen die heutigen Gemeinden Schwangau und Halblech, vor 1481 auch die Tiroler Gemeinde Pflach und einen Teil der Tiroler Gemeinde Bichlbach. Der Besitz der Herren von Schwangau waren durch Rodungen erworbener Grund und ehemalige Lehensgüter der Welfen und Staufer. Zu den Reichslehen gehörten die Schlösser in Hohenschwangau, die Hochgerichtsbarkeit, Jagd- und Fischereirechte, bestimmte Frondienste und das Geleitrecht bis zum Fernpass. Größeren Grundbesitz und Rechte besaßen auch das Hochstift Augsburg und die Klöster St. Mang, Steingaden und Rottenbuch. Die Herrschaft war in drei Pfarreien mit zugeordneten Niedergerichten gegliedert: Waltenhofen, Niederhofen und Trauchgau.